# 함기용
함기용(咸基鎔, 1930년 11월 14일 ~ 2022년 11월 9일)는 대한민국의 육상 선수이자 스포츠 행정가이다. 1930년에 출생하여 1950년 4월 20일 양정고등보통학교 3학년 재학 중이던 보스턴 마라톤 1위(2시간 32분 39초) 우승했으며, 2019년에 서울특별시에서 개최한 제100회 전국체육대회에서 성화를 점화하였다.
대한육상경기연맹 고문을 맡았으며, 전 아산기획 회장을 맡았다.

## 가족 관계
- 배우자: 김명자
  - 자녀: 함종근,함종규, 함선애
    - 며느리: 김정희
    - 사위: 반상헌

## 같이 보기
- 보스턴 마라톤
- 송길윤 (2위)
- 최윤칠 (3위)
- 서윤복 (1947년 우승)